# 地球ZIG ZAG
『地球ZIG ZAG』（ちきゅうジグザグ）は、1989年10月1日から1994年3月27日まで、TBS系列で毎週日曜11:00 - 11:30（JST）に全224回（総集編含む）放送された、毎日放送・テレビマンユニオン共同制作の旅・紀行・ヒューマンドキュメンタリー番組。東レの一社提供番組でもある。

## 概要
毎週、応募によって選ばれた一般人が単身約1週間海外の町・村・島などに滞在し、現地の人々と交流しながら、様々な体験や修行をし、帰国後にその体験をスタジオで報告するドキュメンタリー番組である。のちにヴェルディなどでプレーする三浦知良など、本番組の放送当時は日本ではまだ無名だった人物もいち早く取り上げられた。また番組内では、報告者を隊員、司会者を隊長・副隊長と呼称し、スタジオには毎回1 - 2名のゲストが招かれた。こうした本番組のコンセプトは、のちに本番組と制作会社・スポンサーを同じくした紀行ドキュメンタリー番組『世界ウルルン滞在記』に受け継がれた。
テーマ音楽は小笠原寛（現・手使海ユトロ）が手掛け、VTR中のナレーターは一貫して池田秀一が担当。番組の冒頭には「ZIGZAGとは、地球を駆ける若者達の足音」とのナレーションが付された。

## 歴代司会者
| 期間                          | 隊長     | 副隊長     |
| ----------------------------- | -------- | ---------- |
| 1989年10月1日 - 1991年3月31日 | 鴻上尚史 | 相原勇     |
| 1991年4月14日 - 1992年3月29日 | 鴻上尚史 | つみきみほ |
| 1992年4月5日 - 1993年3月28日  | 高嶋政伸 | 越智静香   |
| 1993年4月4日 - 1994年3月27日  | 吉田拓郎 | 高橋リナ   |

## 隊員
本番組は前述の通り、基本的には一般人が隊員として海外にホームステイする番組であった。隊員の応募総数は5万4226人。また、隊員として番組に出演した後にテレビマンユニオンに入社するなどして番組関係者になるケースも少なくなかった。他方で、下記のように折にふれてタレントなどの著名人が隊員として起用されるケースもあり、こうした著名人の起用は、後の『世界ウルルン滞在記』の基礎ともなった。
- 黒田福美（韓国、礼儀作法・1989年10月15日・10月22日放送分）
- 一色伸幸（1989年12月24日放送分）
- 小倉久寛（台湾、ゴルフ修行・1991年4月21日放送分）

## 訪問国・隊員等のデータ
いずれも番組最終回時点での数字。
- 訪問国：58ヵ国・地域。この中にはタイから日本への逆ZIGZAGも含まれる。
- 隊員数：最終回までの時点で215人（もしくは217人）。再訪問して2度登場したのは2人で、この手法は後の『世界ウルルン滞在記』の2時間スペシャルでも踏襲された。
- ゲスト数：総勢131人。最多登場は篠原勝之の21回。以下、加納典明14回、泉谷しげる12回、美輪明宏6回、川崎徹・結城貢・西木正明・ガッツ石松がそれぞれ5回ずつ。

## ネット局
| 放送対象地域   | 放送局                    | 系列           | 放送曜日・放送時間 | 遅れ       | 備考                     |
| -------------- | ------------------------- | -------------- | ------------------ | ---------- | ------------------------ |
| 近畿広域圏     | 毎日放送（MBS）           | TBS系列        | 日曜 11:00 - 11:30 | 同時ネット | 制作局                   |
| 北海道         | 北海道放送（HBC）         | TBS系列        | 日曜 11:00 - 11:30 | 同時ネット |                          |
| 青森県         | 青森テレビ（ATV）         | TBS系列        | 日曜 11:00 - 11:30 | 同時ネット |                          |
| 岩手県         | 岩手放送（IBC）           | TBS系列        | 日曜 11:00 - 11:30 | 同時ネット | 現・IBC岩手放送          |
| 宮城県         | 東北放送（TBC）           | TBS系列        | 日曜 11:00 - 11:30 | 同時ネット |                          |
| 秋田県         | 秋田放送（ABS）           | 日本テレビ系列 | 土曜 11:00 - 11:30 | 遅れネット |                          |
| 山形県         | テレビユー山形（TUY）     | TBS系列        | 日曜 11:00 - 11:30 | 同時ネット | 1989年10月よりネット開始 |
| 福島県         | テレビユー福島（TUF）     | TBS系列        | 日曜 11:00 - 11:30 | 同時ネット |                          |
| 関東広域圏     | 東京放送（TBS）           | TBS系列        | 日曜 11:00 - 11:30 | 同時ネット | 現・TBSテレビ            |
| 山梨県         | テレビ山梨（UTY）         | TBS系列        | 日曜 11:00 - 11:30 | 同時ネット |                          |
| 新潟県         | 新潟放送（BSN）           | TBS系列        | 日曜 11:00 - 11:30 | 同時ネット |                          |
| 長野県         | 信越放送（SBC）           | TBS系列        | 日曜 11:00 - 11:30 | 同時ネット |                          |
| 静岡県         | 静岡放送（SBS）           | TBS系列        | 日曜 11:00 - 11:30 | 同時ネット |                          |
| 富山県         | チューリップテレビ（TUT） | TBS系列        | 日曜 11:00 - 11:30 | 同時ネット | 1990年10月よりネット開始 |
| 石川県         | 北陸放送（MRO）           | TBS系列        | 日曜 11:00 - 11:30 | 同時ネット |                          |
| 中京広域圏     | 中部日本放送（CBC）       | TBS系列        | 日曜 11:00 - 11:30 | 同時ネット | 現・CBCテレビ            |
| 鳥取県・島根県 | 山陰放送（BSS）           | TBS系列        | 日曜 11:00 - 11:30 | 同時ネット |                          |
| 岡山県・香川県 | 山陽放送（RSK）           | TBS系列        | 日曜 11:00 - 11:30 | 同時ネット | 現・RSK山陽放送          |
| 広島県         | 中国放送（RCC）           | TBS系列        | 日曜 11:00 - 11:30 | 同時ネット |                          |
| 山口県         | テレビ山口（tys）         | TBS系列        | 日曜 11:00 - 11:30 | 同時ネット |                          |
| 愛媛県         | 南海放送（RNB）           | 日本テレビ系列 | 日曜 11:00 - 11:30 | 同時ネット | 1993年9月まで            |
| 愛媛県         | あいテレビ（ITV）         | TBS系列        | 日曜 11:00 - 11:30 | 同時ネット | 1993年10月から           |
| 福岡県         | RKB毎日放送（RKB）        | TBS系列        | 日曜 11:00 - 11:30 | 同時ネット |                          |
| 長崎県         | 長崎放送（NBC）           | TBS系列        | 日曜 11:00 - 11:30 | 同時ネット |                          |
| 熊本県         | 熊本放送（RKK）           | TBS系列        | 日曜 11:00 - 11:30 | 同時ネット |                          |
| 大分県         | 大分放送（OBS）           | TBS系列        | 日曜 11:00 - 11:30 | 同時ネット |                          |
| 宮崎県         | 宮崎放送（MRT）           | TBS系列        | 日曜 11:00 - 11:30 | 同時ネット |                          |
| 鹿児島県       | 南日本放送（MBC）         | TBS系列        | 日曜 11:00 - 11:30 | 同時ネット |                          |
| 沖縄県         | 琉球放送（RBC）           | TBS系列        | 日曜 11:00 - 11:30 | 同時ネット |                          |